# Alt-Tegel (Schiff)
Die Alt-Tegel diente lange als Fahrgastschiff in Berlin.

## Geschichte
Das Motorschiff wurde 1926 auf der Pabst-Werft in Köpenick für Otto Kagel gebaut und erhielt zunächst den Namen Troll.
Die Troll war zeitweise das größte Schiff der Flotte Otto Kagels. Dies änderte sich 1935 mit Inbetriebnahme der Scharnhorst. Offenbar überstand die Troll den Zweiten Weltkrieg relativ unbeschadet, denn schon ab 1946 bot die Reederei Otto Kagel in Beelitzhof Fahrten mit der Troll in die sowjetische Besatzungszone an. Für 1953 vermerkt Groggert, wie schon für die Vorkriegszeit, eine Kapazität von 118 Personen für die Troll.
Kagels Motorschiffe Scharnhorst, Troll und Fee wurden später im Charter in die Flotte der Stern und Kreisschiffahrt eingegliedert; die zeitweise von Kagel bereederte, aber nicht in dessen Besitz befindliche Alf ging ab diesem Zeitpunkt andere Wege.
Zum Jahreswechsel 1968/69, der mit einem „Silvestival“ gefeiert wurde, wurde die Troll aus dem Wasser geholt und, „verkleidet“ als „MS Puschkin“, per Tieflader auf den Kurfürstendamm gebracht. Die Feier artete offenbar aus, jedenfalls richteten Gäste erhebliche Schäden an dem Schiff an.
Um 1970 reduzierte die Stern und Kreisschiffahrt ihre Flotte. Zahlreiche kleinere Schiffe wurden entweder verschrottet oder weitergegeben. So wurde 1973 auch die Troll an die Rechtsnachfolgerin der Kagelschen Reederei, die Reederei Neumann, übergeben.
Später kam sie in die Hände eines Gastwirts in Haselhorst, der sie privat nutzte, ehe sie ab 1986/87 von Günter Taube als Charterboot unter dem Namen Paule genutzt wurde. Ihren Liegeplatz hatte sie in dieser Zeit an der Greenwichpromenade.
Schubert gibt an, die Paule, die er als „Barkasse“ bezeichnet, sei 1997 innerhalb Berlins weiterverkauft worden. Danach erhielt das Schiff offenbar den Namen Alt-Tegel, wobei allerdings
ein Mitglied des Binnenschifferforums vermutete, es habe eventuell auch eine Zeit als Ännchen gegeben.
Über die späten Jahre der einstigen Troll herrscht insgesamt eine gewisse Unklarheit. Im Binnenschifferforum wurde, gestützt auf einander widersprechende Quellen, im Frühjahr 2021 die Frage aufgeworfen, ob das Schiff 1990 als Handelsschiff zu Roland Fahrenbach nach Speyer gekommen sei – dann müsste Schuberts Angabe sich allerdings auf ein anderes Schiff namens Paule beziehen –, oder ob die Alt-Tegel in Berlin als Hausboot ohne Antrieb genutzt werde. Fotografien, die die Alt-Tegel in der Nähe der Tegeler Hafenbrücke zeigen, sprechen ebenso für letztere Version wie Schuberts Hinweis auf den Verkauf der Paule 1997 in Berlin.